# فونتينمور
فونتينيمور (‎fr‏; Valdôtain: Fontènemore أو كما تُعرف محليًّا باسم Fountramoura، إسيمي الفالسرية: Pischu) من عام 1939 إلى 1946) هي بلدية تقع في منطقة وادي أوستا شمال غرب إيطاليا. تُعد البلدة واحدة من أجمل القرى في إيطاليا («I Borghi più belli d'Italia»).

## أصل التسمية
قد يعود أصل تسمية "فونتينيمور" إلى نافورة قديمة تُعرف بالفرنسية باسم «نافورة القديس مور» أو «نافورة الموت».

## الجغرافيا

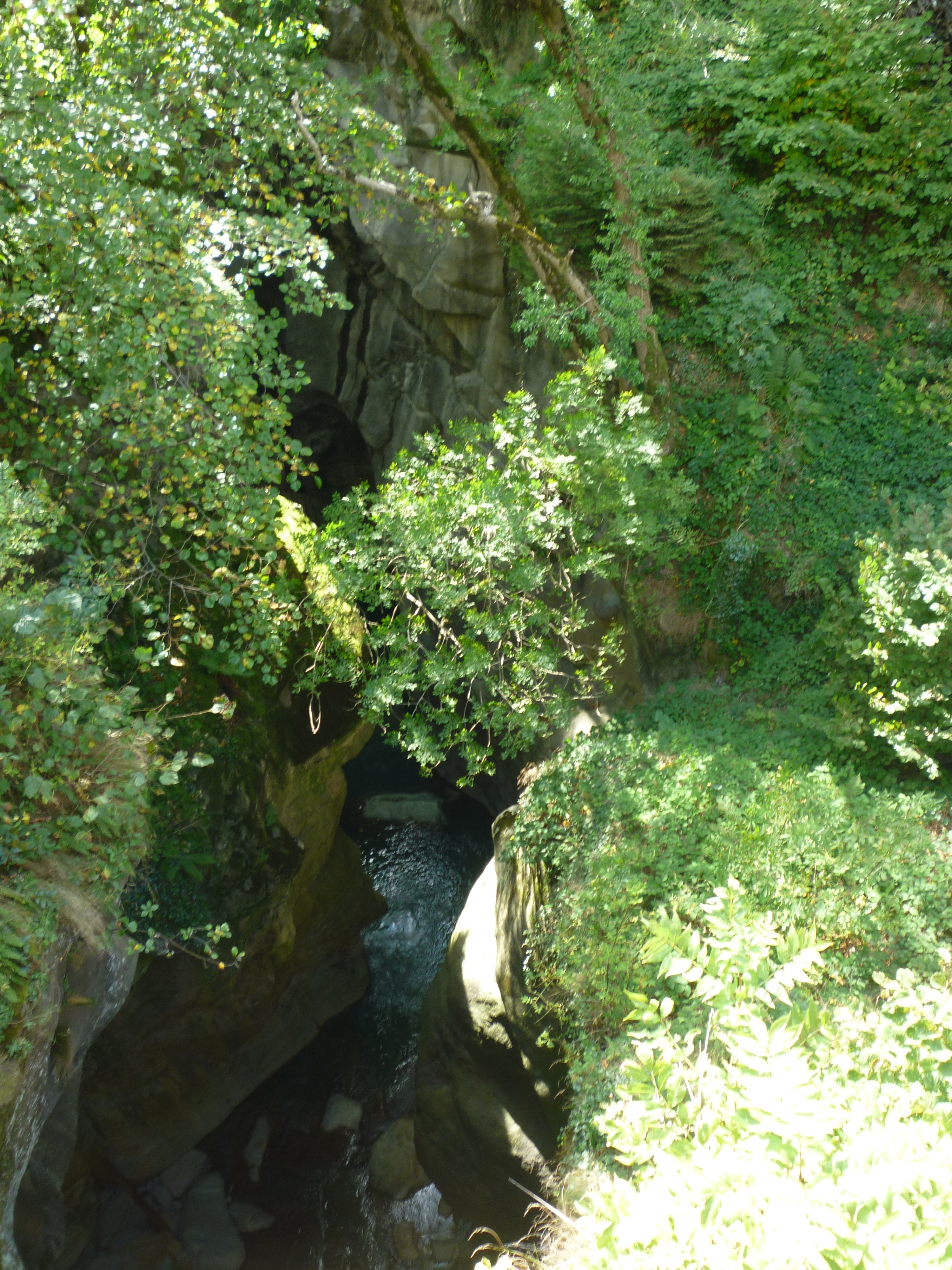
الشلال المسمى Gouffre de Guillemore.

تقع فونتينيمور في منتصف وادي ليس، بالقرب من الشق العميق المعروف باسم الفرنسية: Gouffre de Guillemore. وتُعد هذه البلدية الشرقية الأبعد في وادي أوستا.